# Чакон, Педро
Педро Чакон (исп. Chacon, лат. Ciaconius) (1527, Толедо, Королевство Кастилия и Леон — 1581, Рим, Папская область) — испанский гуманист, историк, филолог.
Был профессором греческого языка.
Папа Григорий XIII пригласил его в Рим для издания древних авторов, духовных и светских, а также для исправления календаря.

## Научное наследие
Большая часть его изданий вышла анонимно. Важнейшие из них: «Calendarii romani veteris explanatio» (1568); «In Joannis Cassiani opera annotationes» (1580); «In Tertulliani opera conjecturae» (1580); «In Arnobii adversus gentes libros et Minutii Felicis Octavium notae» (1582); «De Nummis» (1586; переиздано в 1608); «In columnae rostratae С. Duilii inscriptionem explicatio» (1586); «De Triclinio romano sive de modo convivandi liber» (1588; много раз переиздано).